# Mando de Guerra Naval (Seekriegsleitung)

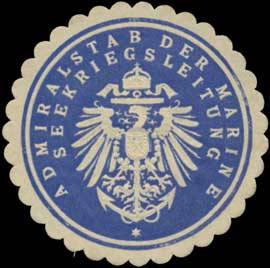
Escudo de la Seekriegsleitung.

El Mando de Guerra Naval (Seekriegsleitung, Skl, traducido también como Operaciones Navales) fue en la Primera y sobre todo en la Segunda Guerra Mundial una de las máximas estructuras de mando de la Armada alemana. Dirigió la planificación y ejecución de la guerra naval, así como el reparto de las fuerzas navales.

## Marina Imperial
El Mando de Guerra Naval se fundó en la Primera Guerra Mundial, pero en fecha tan tardía como el 27 de agosto de 1918, a propuesta del exjefe de la Flota y nuevo jefe del Estado Mayor del Almirantazgo, almirante Reinhard Scheer, como sección de mando del Estado Mayor del Almirantazgo (Admiralstab). Hasta entonces (aparte del emperador Guillermo II), la dirección de la guerra naval había sido competencia del Estado Mayor del Almirantazgo (hasta 1916 bajo presión del Mando Naval - Reichsmarineamt - con el Großadmiral Alfred von Tirpitz al frente) y también de los comandantes de los diversos teatros bélicos, es decir, del jefe de la Flota de Alta Mar, el almirante jefe del Cuerpo de Marina de Flandes, el comandante en jefe de las Fuerzas del Báltico, el comandante de la División del Mediterráneo y de la Escuadra de Asia Oriental. 
La confusión de responsabilidades resultante debilitó el influjo de la Armada en la dirección de la guerra, también ante el Mando Supremo de Ejército (OHL). Por ejemplo, correspondió a Ludendorff la decisión de retomar la guerra submarina sin limitaciones, favoreciendo la entrada de los Estados Unidos en la guerra. Nominalmente, el Mando de Guerra Naval debía ser la contrapartida del Mando Supremo del Ejército, pues por ley el comandante supremo de ambos era el emperador, pero el OHL siguió decidiendo de forma independiente y hacia el final de la guerra de hecho le correspondían incluso las competencias gubernamentales. El Mando de Guerra Naval fue disuelto el 14 de noviembre de 1918, tres días después del armisticio general. Sus competencias fueron asumidas de nuevo directamente por el Estado Mayor del Almirantazgo.
Jefe del Mando de Guerra Naval (y al mismo tiempo del Estado Mayor del Almirantazgo)
- Almirante Reinhard Scheer – 28 de agosto al 14 de noviembre de 1918

## Kriegsmarine
En la Segunda Guerra Mundial el Mando de Guerra Naval estaba subordinado al Comandante Supremo de la Kriegsmarine, funcionando a modo de sustituto del Estado Mayor de la Marina Imperial. 
A fines de los años 30, dentro del Mando Supremo de la Kriegsmarine (OKM), al igual que en su predecesor el Mando Naval (Marineleitung), existía un Departamento de Mando Naval (Marinekommandoamt) que asumía las tareas del Estado Mayor del Almirantazgo suprimido por el Tratado de Versalles, es decir las "Operaciones Navales" o "el Mando de Guerra Naval". La nueva Seekriegsleitung se formó provisionalmente el 1 de abril de 1937 y oficialmente en abril de 1938, asignando su mando al jefe del Marinekommandoamt en calidad de jefe de Estado Mayor del Mando de Guerra Naval, reservándose la jefatura de la Skl al comandante supremo del OKM.
El 23 de agosto de 1939 se separaron los cargos de jefe de Estado Mayor de la Skl y jefe del Marinekommandoamt, quedando este subordinado al primero. El cargo de jefe del Mando de Guerra Naval (o jefe de Operaciones Navales, Chef der Seekriegsleitung) no se separó de la jefatura del OKM hasta el 1 de mayo de 1944.
Desde diciembre de 1939 se marcó la diferencia entre los dos departamentos que antes habían estado unidos, numerando el Mando de Guerra Naval sus secciones con números arábigos, y el Marinekommandoamt - que durante la guerra se llamó Intendencia (Quartiermeisteramt) - con números romanos.
La responsabilidad operativa del Mando de Guerra Naval en la Segunda Guerra Mundial se limitaba a los mares exteriores, sobre los que no tuvieran mando ni el jefe de la Flota ni los Mandos de Grupo de Marina: mandaba por tanto sobre los cruceros auxiliares, forzadores de bloqueo y buques de apoyo. Incluso la guerra submarina era competencia de otro jefe, el Comandante Supremo de los U-Boote (B.d.U.), sometido directamente al comandante supremo del OKM hasta febrero de 1943, precisamente cuando el que era B.d.U., Karl Dönitz, fue nombrado Gran Almirante y comandante supremo del OKM. Entonces, la sección de estado mayor del B.d.U. se integró en el Mando de Guerra Naval como Sección de Mando de Submarinos (2/Skl BdU op.). Las tareas "originarias" de la Skl eran la Coordinación de Fuerzas Navales (1/Skl), la Observación de Radio (4/Skl) y la Valoración de Informaciones (3/Skl), así como la observación meteorológica y la información de situación para el OKM y sus distintos comandantes.
Jefes de Estado Mayor del Mando de Guerra Naval
- Contraalmirante/vicealmirante Günther Guse – 1 de octubre de 1937 al 31 de octubre de 1938
- Almirante Otto Schniewind – 1 de noviembre de 1938 al 10 de junio de 1941
- Vicealmirante/almirante Kurt Fricke – 11 de junio de 1941 al 20 de febrero de 1943
- Almirante Wilhelm Meisel – 21 de febrero de 1943 al 22 de mayo de 1945

Estructura
- Sección de Operaciones (1/Skl)[1]
- Sección de Noticias-Información (2/Skl)
- Sección de Mando de Submarinos (2/Skl B.d.U. op)
- Grupo departamental de Información Marinenachrichtendienst (2/Skl Chef MND); desde marzo de 1943: 4/Skl Chef MND
- Sección de Inteligencia Naval (3/Skl)
- Sección de Localización (5/Skl)
- Grupo departamental de Submarinos (Skl U)
- Grupo departamental de Náutica (Skl H, desde 1944 6/Skl)
- Sección de Ciencia Militar Naval o Sección de Historia de la Armada (Skl KA, o bien Skl MKrGesch)
- Negociado general de Medios de Combate Especiales (Skl S)
- Departamento de Enseñanza del OKM (Marinelehrstab)
- Marinekommandoamt — Quartiermeisteramt (Skl/Qu A)
- Sección de la Flota (A V)
- Sección de Enseñanza y Estado Mayor (Sk1/Qu A V)
- Sección de Navegación (Skl/Qu A VI)
- Sección de Mando de Submarinos (Skl/Qu A U)
- Grupo departamental de Náutica (A H)